# Prosthechea farfanii
Prosthechea farfanii es una orquídea epífita originaria de América. 

## Descripción
Es una orquídea de tamaño medio, con hábitos de epifita u ocasionalmente litofita con pseudobulbos brillantes en forma de huso, que llevan 2  hojas apicales. Florece en el verano en una inflorescencia terminal, erecta, racemosa, con hasta 5 flores no resupinadas.

## Distribución y hábitat
Se encuentra en el sur de Perú a elevaciones de 2100 a 2600 metros.   

## Taxonomía
Prosthechea farfanii fue descrito por Eric A. Christenson y publicado en Orchids, The Magazine of the American Orchid Society. West Palm Beach, Florida 71(8): 714–716, f. s.n. [p. 715–716]. 2002. 
Etimología
Prosthechea: nombre genérico que deriva de las palabras griegas: prostheke (apéndice), en referencia al apéndice en la parte posterior de la columna.
farfanii: epíteto  otorgado en honor de Farfan, un entusiasta peruano de las orquídeas.
Sinonimia
- Anacheilium farfanii (Christenson) Withner & P.A.Harding	[4][5]